# 长芒草
长芒草（学名：Stipa bungeana）为禾本科针茅属下的一个种。

## 扩展阅读
- 維基物種上的相關：长芒草